# Desa Cisaga (administrativ by i Indonesien, lat -6,54, long 107,79)
Desa Cisaga är en administrativ by i Indonesien.   Den ligger i provinsen Jawa Barat, i den västra delen av landet, 110 km öster om huvudstaden Jakarta.